# Staines Motor Company
Staines Motor Company war ein britischer Hersteller von Automobilen.

## Unternehmensgeschichte
Das Unternehmen aus Staines-upon-Thames begann 1906 mit der Produktion von Automobilen. Der Markenname lautete Staines-Simplex. 1912 endete die Produktion.

## Fahrzeuge
Im Angebot standen die Modelle 8/10 HP mit einem Zweizylindermotor und 15/20 HP mit einem Vierzylindermotor. Die Motoren kamen von Coventry-Simplex. Die Motoren waren vorne im Fahrzeug montiert, noch vor dem Kühler, und trieben über eine Kardanwelle die Hinterachse an.